# Jean Prévost
Jean Prévost (13 de juny de 1901, Saint-Pierre-lès-Nemours - 1 d'agost de 1944, Sassenage) va ser un escriptor i periodista francès.
El seu pare va ser director d'escola a Montivilliers. Després dels seus estudis secundaris al Liceu Pierre-Corneille de Ruan, va preparar la seva entrada a l'Escola Normal Superior al Liceu Henri IV de París, amb el filòsof Alain, el 1919.
El 1926 es va casar amb Marcelle Auclair amb qui va tenir tres fills, entre ells l'actriu Françoise Prévost. A l'inici de la Segona Guerra Mundial va ser mobilitzat al servei de control telefònic de Le Havre. Es va casar per segona vegada amb la doctora Claude Van Biema.
Durant la guerra va ser evacuat per mar a Casablanca, per després tornar a França. Es va adherir al clandestí Comitè Nacional d'Escriptors, creat per Louis Aragon i la seva esposa, i també va participar en la creació del diari clandestí Les Étoiles el 1942.
Va ser secretari de redacció a la revista Navire d'argent. Va escriure una tesi doctoral, La création chez Stendhal, essai sur le métier d'écrire et la psychologie de l'écrivain (La creació a Stendhal, assaig sobre l'ofici d'escriure i la psicologia de l'escriptor), amb el qual va obtenir el Gran Premi de Literatura de l'Acadèmia Francesa el 1943.
Va formar part de la Resistència francesa, sota el nom de guerra de Capità Goderville (nom de la ciutat d'on era oriünd el seu pare). Va morir en una emboscada a Sassenage.
Els liceus de Villard-de-Lans (departament d'Isère) i Montivilliers (Seine-Maritime) porten el seu nom en honor a ell.

## Obres
- Essai sur l'Introspection (París, 1927)
- Merlin (Petites amours profans (1927)
- Dix-huitième année (1928)
- Traité du Débutant (1929)
- Les Frères Bouquinquant (1930)
- Veu de Montaigne (essai (1931)
- Histoire de la France depuis la guerre (1932)
- Le Sel sur la plaie (1934, novel·la)
- Lucie-Paulette (1935)
- La Terre est aux hommes (1936)
- La Chasse du matin (1937, novel·la)
- Usonie (esquisse de la civilització américaine (1939)
- La Création chez Stendhal (Essai sur le métier d'écrire et la psychologie de l'écrivain) (1942)
- Baudelaire (Essai sur la création et l'inspiration poètiques) (1953, pòstum)
- Derniers poèmes (suivi de l'amateur de poèmes) (1990)
- Ni peur ni haine (recopilació d'articles publicats a «Pamphlet») (2011, inèdit)